# Amaru (poet)
Amaru var en indisk poet, verksam omkring 750 e. Kr.
Amarus verk finns samlade i Amarushataka ("de hundra stroferna av Amaru"), som traditionellt har räknats till ett av de främsta verken inom sanskritlitteraturen. Innehållet är uteslutande erotiskt, och varje strof beskriver en bestämd kärleksscen.